# Andreas Vogt
Andreas Vogt (11 de agosto de 1880 - 25 de marzo de 1958) fue un carpintero y político de Liechtenstein que sirvió en el Landtag de Liechtenstein entre 1926 y 1928. Se enfrentó a la controversia debido a sus opiniones autodeclaradas republicanas y socialdemócratas.

## Biografía
Nació el 11 de agosto de 1880 en Balzers, hijo de su padre del mismo nombre y de Cölestina Frick, uno de siete hijos. Realizó un aprendizaje como carpintero en Schaan y también trabajó como carpintero en Suiza y Alemania. Más tarde se convirtió en carpintero autónomo en su ciudad natal de Balzers.
En 1920, Vogt fue miembro de la delegación del Partido Popular Cristiano-Social en las negociaciones para el nombramiento de Josef Peer como Gobernador de Liechtenstein, en las que el partido se opuso a su nombramiento por considerar que el cargo sólo debía ser ocupado por habitantes de Liechtenstein. Finalmente se acordó que Peer podría asumir el cargo, pero sólo por un período de seis meses. Vogt dirigió el acto fundacional de la Asociación de Trabajadores de Liechtenstein, y fue el primer vicepresidente de la asociación entre 1920 y 1924, y luego su presidente entre 1924 y 1926.
De 1922 a 1926 fue miembro del tribunal penal de Liechtenstein y de 1924 a 1927 miembro del consejo municipal de Balzers. De 1926 a 1928 fue miembro del Landtag de Liechtenstein. Fue una figura controvertida dentro del Landtag, ya que el 25 de noviembre de 1919, como espectador de una sesión del Landtag, gritó «¡Abajo el gobierno! ¡Viva la República!», por lo que el Partido Cívico Progresista lo criticó duramente. Aunque fue acusado de alterar el orden público como resultado de este incidente, el gobernador, el príncipe Carlos Luis de Liechtenstein, solicitó a Juan II que retirara los cargos en 1920.
Se defendió afirmando que sólo lo había hecho por frustración hacia el príncipe Carlos Luis, ya que creía que su discurso en el Landtag era difamatorio contra Wilhelm Beck y que no estaba dirigido contra Juan II. Según sus propios relatos, se declaró republicano y socialdemócrata de Liechtenstein hasta que se ratificó la Constitución de Liechtenstein en 1921.

## Vida personal
Se casó con Regina Anna Birrer (29 de diciembre de 1879 - 5 de junio de 1916) el 28 de mayo de 1906 y tuvieron dos hijos juntos. Luego se casó el 27 de noviembre de 1922 con Maria Barbara Bischof (26 de enero de 1896 - 29 de junio de 1960) y tuvieron otros tres hijos juntos. Murió el 25 de marzo de 1958 en Balzers, a la edad de 77 años.